# Bracon tortricicola
Bracon tortricicola är en stekelart som beskrevs av William Harris Ashmead 1889. Bracon tortricicola ingår i släktet Bracon och familjen bracksteklar. Inga underarter finns listade.